# Paul Schuitema
Geert Paul Hendrikus Schuitema (* 27. Februar 1897 in Groningen; † 25. Oktober 1973 in Wassenaar) war ein niederländischer Graphik-Designer, Fotograf, Ausstellungsgestalter und „Pionier der holländischen Avantgarde“.

## Leben und Wirken

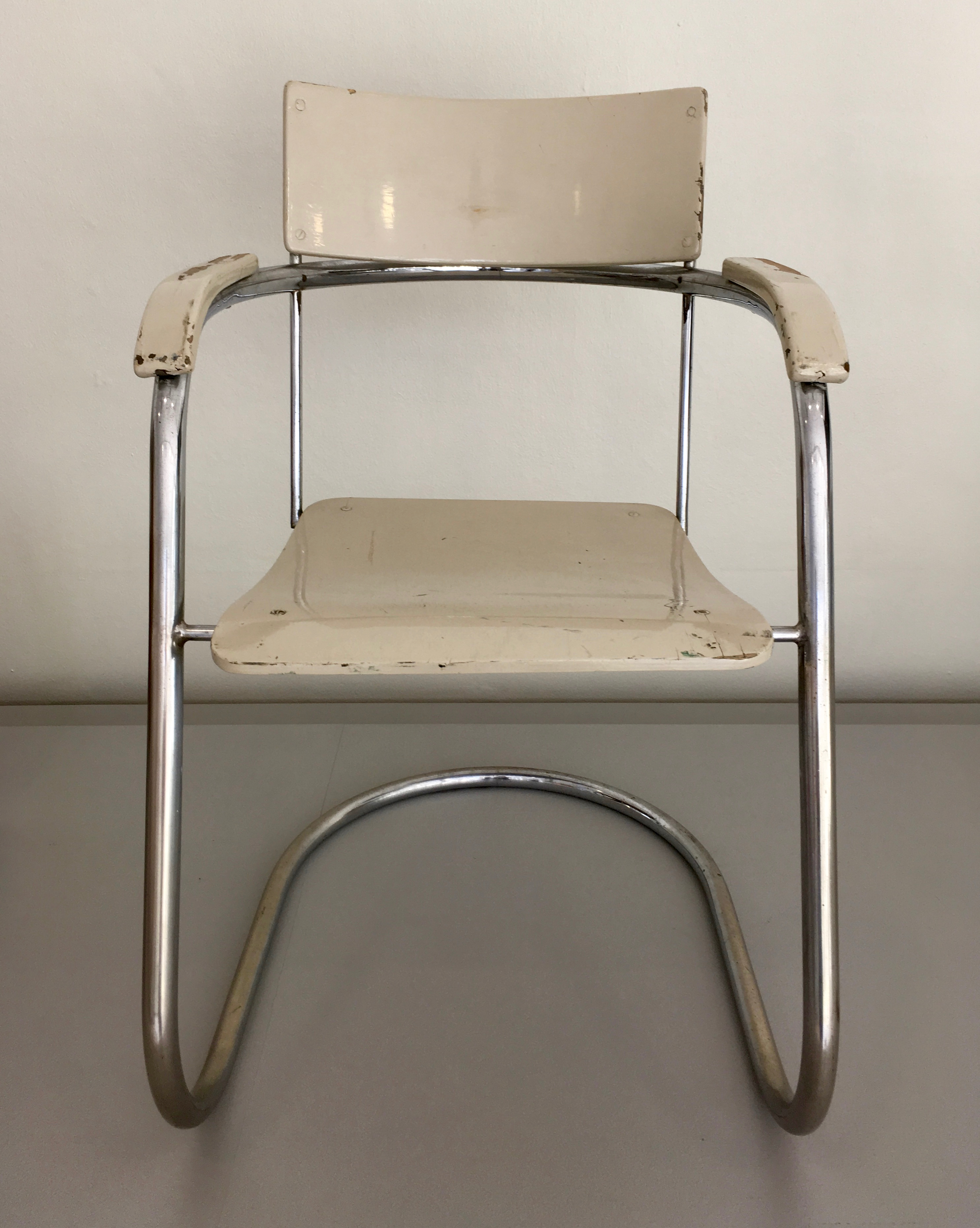
Paul Schuitema, Chair No. 35, 1934, Collection Museum Boijmans Van Beuningen

Paul Schuitema besuchte von 1916 bis 1920 die Kunstakademie in Rotterdam und ließ sich zum Maler und Bildhauer ausbilden. Seinen Lebensunterhalt verdiente er sich aber mit gebrauchs- und druckgrafischen Arbeiten. Ab 1925 arbeitete er überwiegend als Grafik-Designer, Industrie-Designer und Fotograf. Von 1927 bis 1931 war Schuitema Werbeleiter bei van Berkel's Patent Company in Rotterdam. Aus dieser Zeit stammen seine avantgardistischen typografischen Entwürfe für Inserate, Etiketten und Broschüren. Schuitema gestaltete auch Briefmarken für die niederländische Post PTT und entwarf Möbel, plante Ausstellungen und fotografierte. Seine fotografischen Bewegungsexperimente führten ihn schließlich zum Film. Es entstand der Tanzfilm Holzschuh. Von 1930 bis 1963 war er Dozent für Reklame-Entwurf und Fotografie an der Königlichen Akademie für bildende Kunst in Den Haag.
Schuitema gehörte in den 1920er und 1930er Jahren mit Piet Zwart und Gerard Kiljan in den Niederlanden zu den Pionieren der Elementaren Typografie und Neuen Photographie. 1929 wurde er Mitglied im Verein ring neue werbegestalter, den Kurt Schwitters im Januar 1928 gegründet hatte und zu dessen Mitgliedern die Künstler Friedrich Vordemberge-Gildewart, Walter Dexel, Robert Michel, Willi Baumeister, Max Burchartz, César Domela und die Typografen Georg Trump und Jan Tschichold gehörten.

## Ausstellungen
Im Jahr 1964 wurden Arbeiten von ihm auf der documenta III in Kassel in der Abteilung Graphik gezeigt. 1967 widmete ihm das Kunstgewerbemuseum Zürich eine Ausstellung und eine Wegleitung.

## Zitat
In der Wegleitung zur Ausstellung in Zürich erzählte Paul Schuitema von seinem Werdegang und seiner grafischen Arbeit:
„Was wir machten, sollte spannungsvoll sein. Rot war erste und wichtigste Farbe, die Signalfarbe. Später kamen Gelb und Blau dazu. Stets Primärfarben, keine Mischfarben. Als Schriftform die Grotesk: schmal und breit, fett und mager. Dies waren die Arbeitsprinzipien; ebenso wesentlich war die Fotomontage für uns. Man montierte die Foto frei auf der Ebene des Rechteckes. Kein goldener Schnitt, kein Zeichnen, denn dieses war malerisch.“

## Bekannte Schüler

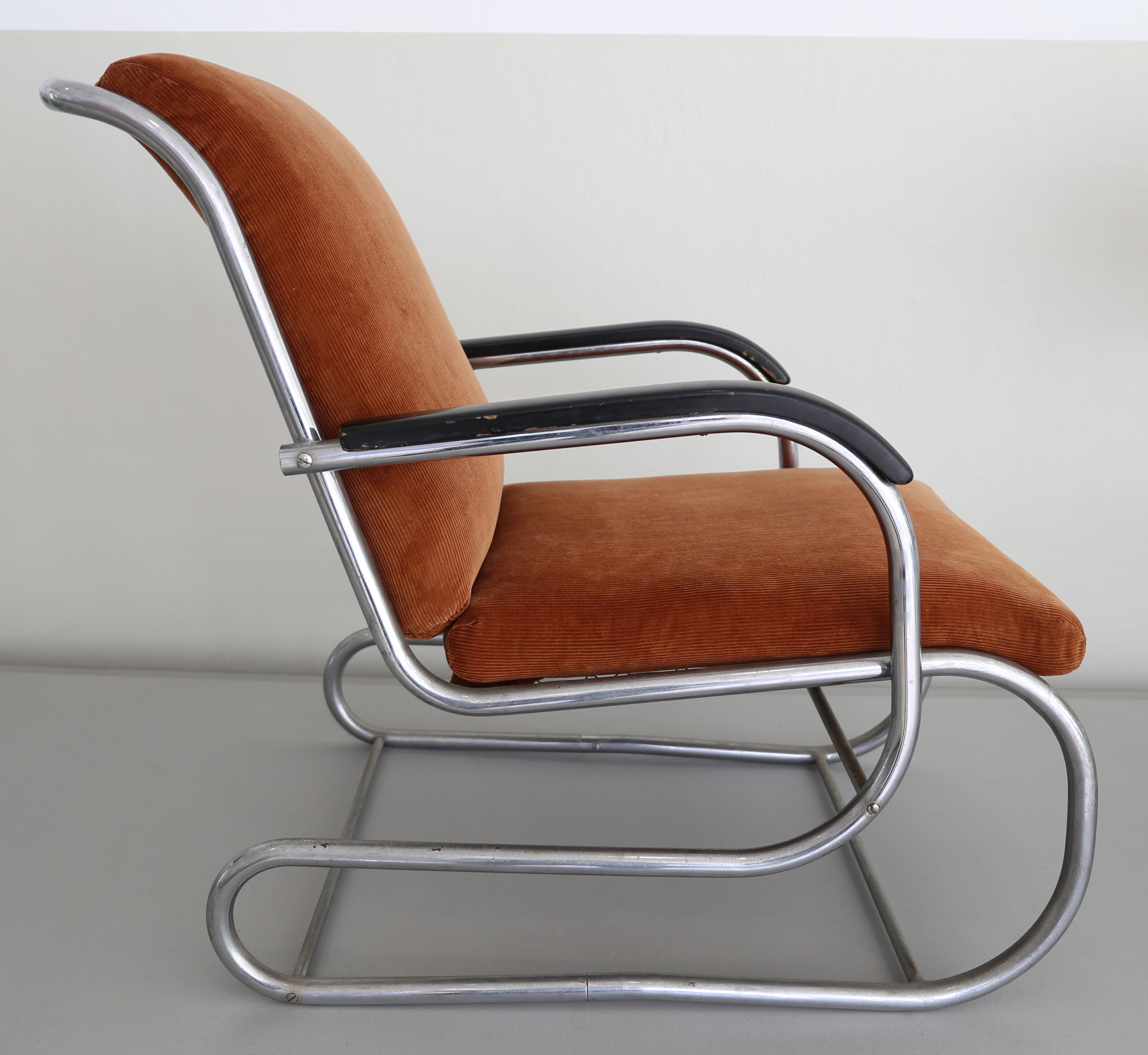
Chair no. 55, 1932

- Emmy Andriesse